# Salacia lehmbachii
Espèce
Classification phylogénétique
Statut de conservation UICN

 LC  : Préoccupation mineure
Salacia lehmbachii est une espèce de plante du genre Salacia et de la famille des Celastraceae.